# طارق إمام
طارق إمام (مواليد 12 أغسطس 1977)، هو واحد من الروائيين المصريين المغرمين بالتجريب. حاصل على ليسانس الآداب قسم اللغة الإنجليزية من جامعة الإسكندرية.

## أعماله
- «طيور جديدة لم يفسدها الهواء» - قصص - دار شرقيات القاهرة - 1995
- «شارع آخر لكائن» - قصص - الهيئة العامة لقصور الثقافة القاهرة - 1997
- «ملك البحار الخمسة» - قصص للأطفال - كتاب قطر الندى - القاهرة - 2000
- «شريعة القطة» - رواية - دار ميريت - القاهرة - 2003
- «هدوء القتلة» - رواية - دار ميريت - القاهرة - 2007
- «الأرملة تكتب الخطابات سراً» - رواية - دار العين- القاهرة - 2009
- «حكاية رجل عجوز كلما حلم بمدينة مات فيها» - قصص - دار نهضة مصر - القاهرة - يناير 2010
- «الحياة الثانية لقسطنطين كفافيس» - رواية - دار العين - القاهرة - 2012
- «ضريح أبي» - رواية - دار العين - القاهرة - 2013
- «مدينة الحوائط اللانهائية» - قصص -الدار المصرية اللبنانية - القاهرة - 2018
- «طعم النوم» رواية - الدار المصرية اللبناني ة - القاهرة - 2019
- «ماكيت القاهرة» رواية - منشورات المتوسط - 2021
- «أقاصيص أقصر من أعمار أبطالها» قصص- دار الشروق- 2023[1]

## الجوائز
حصل على سبع جوائز أدبية مصرية وعربية وأجنبية هي:
- جائزة سعاد الصباح للإبداع العربي لأفضل مجموعة قصصية، عام 2004.
- الجائزة المركزية الأولى لوزارة الثقافة المصرية، عامي 2004 و2006.
- جائزة ساويرس في الرواية عن رواية هدوء القتلة، عام 2009.
- جائزة الدولة التشجيعية في الآداب، عن رواية هدوء القتلة، عام 2010.
- جائزة ساويرس في القصة القصيرة عن مجموعته القصصية حكاية رجل عجوز كلما حلم بمدينة مات فيها، عام 2012 .
- جائزة متحف الكلمة الأسبانية عن قصته القصيرة عين، عام 2013.
- رشّحت روايته «ماكيت القاهرة» في القائمة القصيرة للجائزة العالمية للرواية العربية - البوكر، عام 2022.[2]
- رُشح ضمن أفضل خمسة روائيين مصريين من الشباب حسب منصة "دنيا الوطن"[3]

## وصلات خارجية
- موقع الكتابة العربية الجديدة[4][5][6][7][8][9][10][11][12][13][14][15]